# Lithocarpus lepidocarpus
Lithocarpus lepidocarpus (Hayata) Hayata – gatunek roślin z rodziny bukowatych (Fagaceae Dumort.). Występuje naturalnie w środkowej i południowej części Tajwanu. 

## Morfologia
PokrójZimozielone drzewo.
LiścieBlaszka liściowa jest skórzasta i ma kształt od odwrotnie jajowatego do odwrotnie jajowato lancetowatego. Mierzy 15–32 cm długości oraz 4–10 cm szerokości, jest całobrzega lub d=ząbkowana przy wierzchołku, ma klinową nasadę i spiczasty lub ogoniasty wierzchołek. Ogonek liściowy jest nagi i ma 10–15 mm długości.
OwoceOrzechy o kulistym kształcie, dorastają do 20 mm średnicy. Osadzone są pojedynczo w miseczkach o niemal kulistym kształcie, które mierzą 30–32 mm długości i 29–30 mm średnicy. Orzechy są całkowicie otulone w miseczkach.

## Biologia i ekologia
Rośnie w lasach mieszanych. Występuje na wysokości od 1000 do 2800 m n.p.m. Kwitnie od lipca do października, natomiast owoce dojrzewają od sierpnia do grudnia.